# Spain Rodriguez
Pour les articles homonymes, voir Rodriguez.
Spain Rodriguez né le 22 mars 1940 à Buffalo dans l'État de New York et mort d'un cancer à San Francisco le 28 novembre 2012 est un dessinateur américain de comics underground.

## Biographie
Manuel Rodriguez naît le 22 mars 1940 à Buffalo dans l'état de New York, d'un père espagnol et d'une mère américaine d'origine italienne. Il prend le surnom de Spain vers l'âge de 12 ans. En effet, ses camarades de jeux sont d'origine irlandaise et se moquent de lui en l'appelant ainsi. Par défi il reprend alors ce surnom à son compte qu'il gardera jusqu'à sa mort. Il reçoit une éducation religieuse mais rejette l'église catholique vers l'âge de 13 ans. Par ailleurs il découvre jeune les comics qu'il lit chaque semaine comme Captain Marvel puis les comics d'EC Comics. 
À 15 ans, Spain Rodriguez commence à verser dans la délinquance (cambriolage et vol de voitures) mais après une première arrestation à 16 ans, il décide d'abandonner cette voie. Après le lycée, il suit, de 1958 à 1960 des études d'art à la Silvermine Guild School of Art à Norwalk, dans l'état de Connecticut. À la sortie de cette école, il travaille pour Western Electric pendant cinq ans et comme moyen de détente, il ne dessine pas de comics mais fait partie d'un groupe de motards, les Road Vultures. Il consomme aussi régulièrement de la drogue. En 1964, il publie une revue underground communiste, The Spirit and the Sword. Il dessine aussi occasionnellement pour  The Militant le journal du parti socialiste.
En 1965, il décide de tout quitter et de partir à New York pour devenir dessinateur de comics mais une fois là il est contraint de travailler dans une usine d'étampage. Il est renvoyé au bout de trois semaines et se retrouve pendant six mois au chômage. Il échappe à son incorporation dans l'armée lors de la guerre du Viet-Nam en simulant des problèmes psychologiques. Spain Rodriguez fait des aller-retours entre Buffalo et New-York et en 1966, il rencontre le rédacteur en chef du journal underground The East Village Other qui lui propose de créer un comic book au format tabloïd. Spain Rodriguez propose un récit surréaliste intitulé Zodiac Mindwarp qui paraît en 1967. Il devient un contributeur régulier du journal qui le paie 15 $ la semaine. Grâce au East Village Other il rencontre Kim Deitch avec qui il se lie d'amitié. Il rencontre aussi Robert Crumb. En 1968, il suit la convention démocrate pour ce périodique.
En 1969, il part pour San Francisco, mais avant cela il crée le personnage de Trashman, un héros marxiste parodique. Une fois à San Francisco il entre en contact avec des artistes tels que S. Clay Wilson, Robert Williams, Gilbert Shelton (qu'il avait déjà rencontré à New-York) et Victor Moscoso. Il collabore alors au comics Zap Comix de Robert Crumb. Il revient ensuite à New York et crée Manning pour le East Village Other. En décembre 1969, il retourne à San Francisco où il s'installe définitivement. Il y publie le comics Subvert où il présente les aventures de son héros Trashman. Il réussit depuis quelques années à vivre de son travail pour la presse underground. Ainsi Mean Bitch Thrills se vend à 40 000 exemplaires. Après le départ de  Walter Bowart, le rédacteur en chef du East Village Other, il prend en charge la publication de la revue avec Kim Deitch et Trina Robbins.  travaille aussi pour de nombreux éditeurs de comics underground, en produisant des récits autobiographiques ou historiques. En 1976 pour le comics Arcade, il raconte le choix de Rufus Griswold comme exécuteur testamentaire par Edgar Allan Poe et il commence à dessiner des récits autobiographiques influencé par celle de Justin Green. Lorsque le mouvement underground s'essouffle il développe des séries, autobiographiques ou historiques, publiées par des éditeurs indépendants. Pour ces comics historiques, il cherche des sources qui aient un regard critique sur la version officielle des évènements.

## Œuvres
- Trashman réédition de la série de comics en Tradepaper back par Fantagraphics Books
- 1983 : My true story édité par Fantagraphic Books (autobiographie dessinée)
- 2003 : Nightmare Alley . Adaptation du roman éponyme de William Lindsay Gresham.
- 2008 : Che: A Graphic Biography édité par Verso. Parution française : Le Che, une icône révolutionnaire, Hors-collection, 2009.

## Analyse de l'œuvre
Son style graphique a été qualifié de gras (au sens typographique du terme) visible surtout dans les comics mettant en scène Trashman et a été admiré par ses pairs. Ainsi Robert Crumb reconnaît la très grande influence de Spain Rodriguez sur son œuvre et le considère comme un des maîtres de la bande dessinée underground des années 1960-1970. Art Spiegelman, quant à lui, en parle comme d'un auteur phare du monde de la bande dessinée underground. Spain Rodriguez, quant à lui, affirmait l'importance accordée au récit supérieure à l'expérimentation.
Parmi les influences qu'il reconnaissait, celle de Jack Kirby était importante, de même que celle de Harvey Kurtzman.

## Récompenses
- 2013 : Temple de la renommée Jack Kirby (à titre posthume)